# サザンクロス (ミキマキの漫画)
『サザンクロス』は、ミキマキによる日本の漫画。初の連載作品。『りぼんオリジナル』、『りぼん大増刊号』（いずれも集英社）において単発連載された。

## 概要
葛西ナナミは探偵に憧れる高校2年生。学校に探偵同好会を作るのが夢で、これまで何度も先生と交渉してきたがメンバー不足を理由に却下されていた。ある日の交渉で「あと3人メンバーを集める」ことを条件にメンバー探しを始める。やっとの思いで集めたメンバーは、情報収集に長ける『北見』・鍵開けのプロ『東江』・絶対暗記力を持つ『南十字』の3人。少し変わり者のメンバーとともに校内探偵「サザンクロス」は、謎の究明と事件解決を日々追い続けている。

## 登場人物
葛西ナナミ（かさい ナナミ） - 2年A組
高校2年生の女子で、将来は「名探偵になる」こと。将来の夢に向けて校内探偵「サザンクロス」を結成した本人だがリーダーではない（後述）。学校の成績は上の下で、遅刻常習犯（計28回）。情報をまとめて解決の糸口まで導き出すことを得意としており、常にマル秘探偵手帳を持ち歩いている。
北見運子（きたみ うんこ） - 2年C組
ナナミと同じく高校2年生の女子で、とあるもののとぐろに似た髪型、とある虫に似たカチューシャが特徴（ナナミに「髪型かよっ！！！」とツッコまれた）。金にがめつく、臭いを嗅いだと途端に目の中が『￥』マークになることが多い。常に携帯しているノートパソコンで情報収集することを得意としている。一人称は『ボク』。
東江尚人（あがりえ なおと） - 2年C組
高校2年生で、常にスケベ心丸出しの健康な男子。更衣室の隠し撮り等で常に女子から追い回されている他、グラビア女優のプリントされたTシャツを着たことがある。スケベ心にかかれば開かない扉はなく、針金1本で難なく扉を開けることを得意としている。
南十字恒星（みなみじゅうじ こうせい） - 2年G組
高校2年生の男子。ドッジボールでお手玉を始めてしまうほど団体行動が苦手なため、自分がリーダーになることを条件として「サザンクロス」のメンバーになった。常に木陰で眠ったり、好物の団子を片手に持っていたりする。絶対暗記力の持ち主で、人の服装や携帯番号なども一度見ただけで完全に暗記してしまう能力の持ち主だが、トレードマークの帽子を取ってしまうと極端に物覚えが悪くなってしまう。
各メンバーには方角にまつわる名字が付けられており、葛西は「西」、北見は「北」、東江は「東」、南十字は「南」となっている。

## 書誌情報
ミキマキ 『サザンクロス』 集英社〈りぼんマスコットコミックス〉、2002年5月20日初版発行、ISBN 4-08-856375-1
- 収録内容「サザンクロス」「サザンクロス〜爆弾魔に要注意！？〜」「CRYマックス」「渚、出バンダナ！」「ダウト！」